# 宁波铁路集装箱中心站
宁波铁路集装箱中心站位于浙江省宁波市北仑区大碶街道，北仑支线预留邬隘站，上行车站为宝幢站，下行车站为大碶站，是中国《中长期铁路网规划》的18个铁路集装箱中心站之一。

## 车站标准
宁波铁路集装箱中心站规划有到发线兼调车线10条，近期建设5条（包括正线）。北侧设置集装箱作业区，设有1个线束装卸线，包含4台龙门吊。南侧为快运行包作业区，近期建设2台夹2线。集装箱堆场设有主箱场和辅助箱场。主箱场分为到达箱区和发送箱区两部分，辅助箱场分为国际箱区、空箱区、特种箱区、冷藏箱区、清洗箱区、备用箱区六部分。集装箱列车机车采用HXD3电力机车，调机采用东风7型柴油机车。车辆维修由杭州北车辆段和宁波北站进行。

## 承担业务
宁波铁路集装箱中心站主要承担集装箱、快运、特种货物运输业务，同时也承担集装箱存储和维护任务。集装箱中心站具有港口的职权和功能，对宁波港开展海铁联运具有促进作用。